# Флаг Корсики
Региональный флаг Корсики. Впервые был поднят главой правительства Корсиканской республики Паскалем Паоли в 1755 году в качестве боевого знамени в ходе войны корсиканцев с Генуей за независимость (1729—1764). 24 ноября 1762 флаг был утверждён свободноизбранным парламентом Корсики как официальный символ независимого острова-государства, и оставался им до мая 1769, когда, после поражения республики, Корсика была присоединена к Франции.
Флаг представляет собой изображение головы темнокожего человека (мавра) с чёрными вьющимися волосами с белой банданой на лбу на белом фоне. До 1755 года на исторически традиционном флаге и гербе острова, — «Голове мавра», — бандана закрывала глаза мавра, а в левом ухе у него была серьга. Очевидно, древний герб содержал грозное предупреждение африканским пиратам, в средние века бывшим самыми опасными и частыми врагами корсиканцев.
Вполне официально «Голова мавра» присутствовала на корсиканских монетах и гербе первого короля Корсики — Теодора фон Нойхофа, правившего непокорным королевством всего несколько месяцев (1736).
В 1745 году генерал корсиканских повстанцев  Жан-Пьер Гаффори (по другим сведениям, это был сам Паскаль Паоли) предложил «поднять» бандану с глаз на лоб, что символизировало бы освобождение корсиканского народа от генуэзского гнёта. Впоследствии, генерал Паоли его поддержал, якобы сказав: «Корсиканцы хотят видеть далеко, свободно, и имеют право следовать факелу философии, мы не будем пугаться света!»

Герб Арагонского королевства

Доподлинно происхождение «Головы мавра» неизвестно. По наиболее вероятной версии, флаг и герб Корсики в виде (отрубленной) головы мавра с завязанными глазами имеют арагонское происхождение. Изображение использовалось в 1281 году на печати номинального владетеля Корсики короля Педро III Арагонского. При нём Арагонское королевство распространило своё господство на острова Средиземного моря — Сардинию и Корсику. Причём, на флаге Сардинии и в гербе арагонских королей изображались сразу четыре (отрубленные) «головы мавра» — в повязках (венцах) на лбу. Это были головы мавританских князей, убитых в битве за Алькорас. При этом арагонские короли редко владели Корсикой целиком, часто деля её с Генуей.
Согласно другой версии, мавританский дворянин в XIII веке похитил молодую корсиканку. Её жених отыскал похитителя, отрубил ему голову и насадил на пику.
Высказывалось также мнение, что изображённый на гербе мавр — это Святой Маврикий, уроженец Египта, традиционно представляемый с тёмным цветом кожи и особенно почитаемый в Савойе и долине Роны. Средневековые монеты Вьенна имели идентичное корсиканскому флагу изображение головы мавра, только не с повязкой, а с диадемой вокруг лба, символизировавшей венец мученичества, и надпись «S.MAVRICIVS». Впоследствии этот образ оказался и на гербе Арагона. — В этой версии остаётся, правда, неразъяснённым, почему в гербе Арагона изображались головы сразу четырёх «Маврикиев», а у корсиканского «венец мученичества» сполз на глаза.
После 1769 года, во время французского суверенитета над островом, флаг был негласно запрещён. Официально Франция не оккупировала остров, подавив восстание, а получила его от Генуи в счёт уплаты долгов. В 1769—1789 годах, в период французского господства до Революции, корсиканские патриоты вновь использовали версию флага с завязанными глазами, — в знак протеста.
В 1794—1796 годах «Голова мавра» недолго служила флагом так называемого Корсиканского королевства, после падения которого флаг официально не использовался вплоть до 1980 года, когда был вновь утверждён в качестве официального флага Корсики, правда, в статусе регионального флага Франции. 
Нечто похожее на «Голову мавра» присутствует в гербе древнего шотландского клана Бортвик.